# Creatonotos orientalis
Creatonotos orientalis là một loài bướm đêm thuộc phân họ Arctiinae, họ Erebidae.